# Polypose nasosinusienne
Pour les articles homonymes, voir Polypose.
 Mise en garde médicale
La polypose nasosinusienne (PNS) ou naso-sinusienne, plus simplement appelée polypose nasale, est une maladie affectant les sinus de la face. C'est  une maladie inflammatoire chronique. Elle se traduit par une congestion des muqueuses nasales et sinusiennes : pour des raisons mal connues qui peuvent être liées à une allergie, la muqueuse des sinus s'épaissit par multiplication anormale de cellules (comme dans la maladie asthmatique), pouvant entraîner selon le stade évolutif une gêne respiratoire, voire une perte d'odorat (anosmie) si la fente olfactive est atteinte. De multiples polypes peuvent apparaître, réalisant de véritables grappes muqueuses se développant dans les cavités nasales. 
Quand la polypose nasosinusienne est associée à l'asthme et à une intolérance à l'aspirine, on parle de syndrome de Widal.
L'hyposmie est la diminution de l'olfaction, l'hémianosmie est la perte d'un seul côté de l'odorat.
Une gêne auditive (impression d'oreille bouchée, impression de résonance) indique que la trompe d'Eustache est atteinte.
La surinfection est une complication possible. Des maux de tête persistants peuvent accompagner la PNS. C’est une maladie ressentie comme très invalidante par les personnes atteintes. La PNS atteint indifféremment les femmes et les hommes. Les études montrent qu’elle progresse depuis quelques décennies, atteignant une prévalence de 4 % dans la population générale et de 7 à 15 % chez les patients asthmatiques.

## Diagnostic

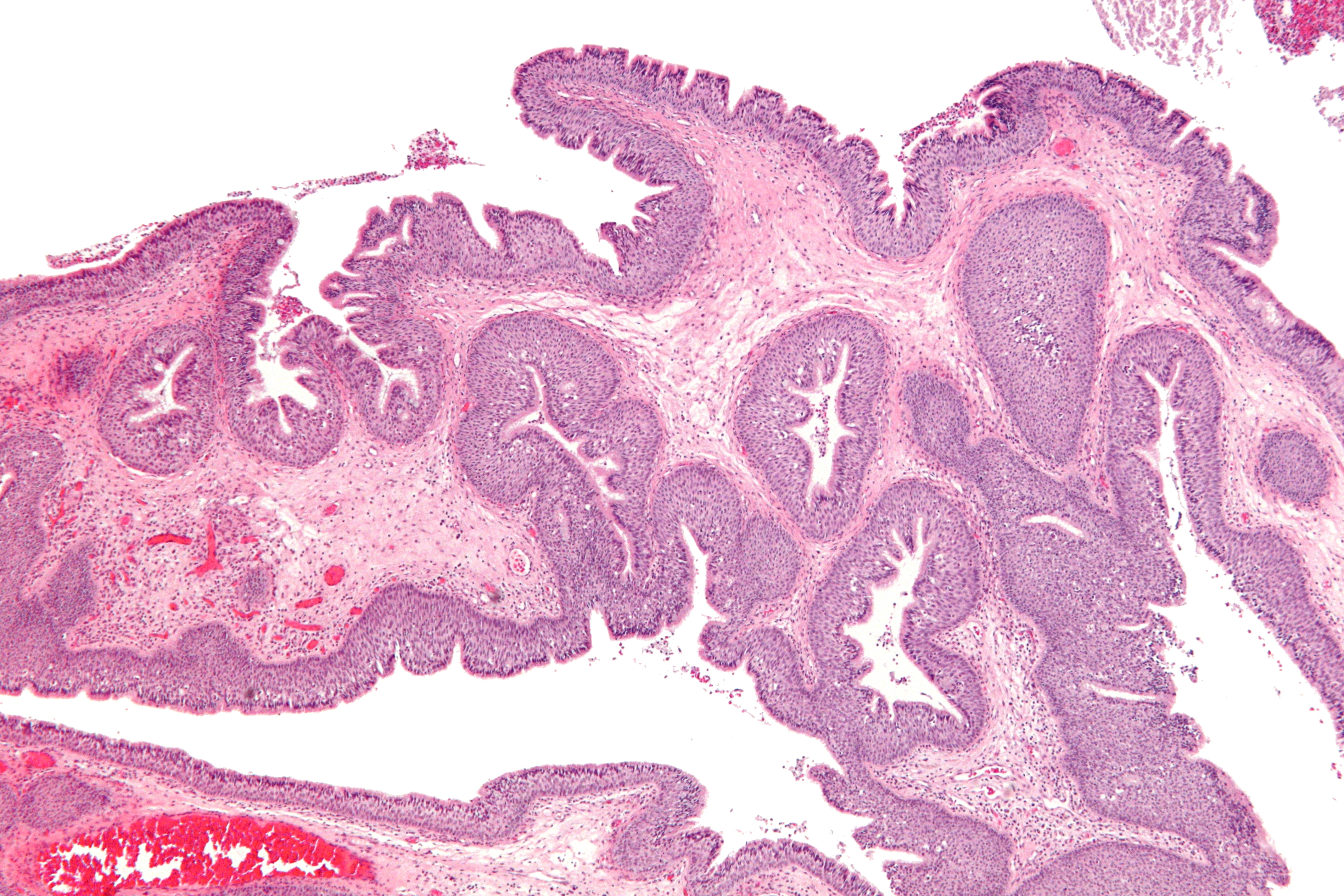
Coupe histologique d'un polype nasosinusien. Coloration à l'hématoxyline et à l'éosine.

Une endoscopie ou un examen clinique du nez (rhinoscopie) permet le plus souvent de diagnostiquer la PNS. Le scanner des sinus a l’intérêt d'en préciser la topographie. L’examen montre le plus souvent des polypes bilatéraux et congestionnés, accompagnés parfois d’infections. Les polypes ont l’aspect de grappes de raisins blancs. Suivant leur taille ils peuvent gêner la ventilation nasale jusqu'à entrainer une obstruction totale avec blocage de l'écoulement des mucosités, favorisant ainsi la surinfection.

## Stades de la maladie
L'examen endoscopique des fosses nasales permet de déterminer le stade de la PNS. Chez un même patient, chaque fosse nasale et chaque sinus peuvent présenter un stade différent. Voici l’échelle communément admise par les ORL :
- Stade I : polypes localisés au méat moyen
- Stade II : polypes développés dans la fosse nasale ne dépassant pas la limite supérieure du cornet inférieur
- Stade III : polypes développés dans la fosse nasale dépassant la limite supérieure du cornet inférieur
- Stade IV : polypes atteignant le plancher des fosses nasales

Une polypose particulière est la polypose de Woakes qui se présente comme une rhinite chronique totale purulente avec une ostéite (inflammation des os) de l'ethmoïde. Cette polypose est constituée de très nombreux et volumineux polypes. Le syndrome de Woakes s'accompagne toujours de pus et d'une inflammation du tissu osseux de l'ethmoïde. L'ethmoïde est un os criblé de petits trous ou spongieux, ayant l'apparence d'une éponge, constituant le toit des fosses nasales.
Seule une consultation médicale permet d'établir le diagnostic et le traitement approprié.

## Traitements
La cause inflammatoire de la PNS n’est pas connue avec exactitude. Le rôle de l'allergie ne parait pas toujours prédominant, cependant il faut aussi analyser les allergies ou intolérances alimentaires, aux sulfites par exemple. Il est important de consulter très vite un médecin :
- généraliste ;
- ORL ;
- allergologue ;
- dentiste (une dent peut causer un problème inflammatoire).

Le traitement consiste à prendre des corticoïdes en comprimés pendant une période de cinq à dix jours (pas plus de trois fois par an) relayé par un traitement local consistant en pulvérisations de corticoïde par voie nasale une à plusieurs fois tous les jours (corticothérapie) et qui ne doit pas être interrompu brutalement (risque de récidive). Un traitement antihistaminique peut être également prescrit.
Afin de diminuer l'utilisation des corticoïdes (anti-inflammatoires stéroïdiens) et par conséquent leurs effets secondaires, il est le plus souvent recommandé de les compléter par des lavages des fosses nasales ou pulvérisations au sérum physiologique (solution isotonique), voire, dans les cas extrêmes de décompensation fréquente et si l'intervention chirurgicale n'est pas possible ou a échoué, avec une solution hypertonique de sel marin, soit pendant une durée limitée à quelques jours, soit en traitement au long cours. Dans ce dernier cas, l'ajout de bicarbonate de sodium à la solution peut rendre le traitement plus supportable pour le patient. Les pulvérisations de corticoïdes sont alors précédées du lavage des fosses nasales, en respectant un délai permettant aux muqueuses de sécher.
Dans le cas où les traitements locaux ne suffisent pas et où les corticoïdes ne sont pas supportés, la chirurgie devient nécessaire.

## Prévention
Les pulvérisations d'eau de mer ou d'eau douce peuvent aider, plus particulièrement en début de rhume ou encore avant de recevoir le traitement par corticoïdes.
Il convient aussi d'analyser de potentielles intolérances ou allergies alimentaires, aux sulfites par exemple. En effet, une intolérance aux sulfites peut activer une polypose, de manière très progressive.

## Intervention chirurgicale
Si les polypes sont trop importants ou si les cures de corticoïdes par voie générale deviennent trop fréquentes ou sont mal supportées, l’ORL peut proposer l’opération. Le patient doit consulter et demander l’avis de plusieurs médecins avant de prendre sa décision. Il doit en mesurer le pour et le contre. Il existe plusieurs techniques :
- Polypectomie : la polypectomie est l’ablation des polypes. Elle est effectuée au serre-nœud, à l’aide de pinces, de différents lasers ou à l'aide d'un microdébrideur, toujours sous contrôle rhinoscopique, endoscopique ou microscopique. L’anesthésie est locale ou générale. Le microdébrideur (shaver) est un instrument dérivé de la chirurgie orthopédique. Il permet de diminuer les saignements et augmente la rapidité opératoire. Le microdébrideur se révèle efficace dans le traitement de la PNS : exérèse des polypes.

- Ethmoïdectomie fonctionnelle : elle consiste à ne retirer que les polypes, en ouvrant les sinus. Cette ethmoïdectomie endonasale est réalisée sous guidage endoscopique et en principe sous anesthésie générale.

- Ethmoïdectomie radicale : le principe est de transformer le nez et les sinus en une seule cavité. Le geste chirurgical doit être sûr, car le globe oculaire, le nerf optique et le cerveau sont situés dans des zones relativement voisines. Le chirurgien opère sous technique endonasale avec contrôle optique ou imagerie médicale, sous anesthésie générale. L’opération consiste à effectuer une nasalisation ethmoïdale. Il n’y a pas de cicatrice externe. Les résultats de cette opération restent bons. Son but est d’obtenir un large couloir ethmoïdal (voir : os éthmoïde) avec des parois aussi lisses que possible pour assurer une reconstitution de qualité des tissus et une bonne ventilation des diverses cavités. L’intérieur du nez et les sinus restent très douloureux plusieurs jours après l’opération. Les soins post-opératoires sont très longs : 4 à 6 semaines.

Les récidives de la PNS peuvent se manifester. L’intérêt de l’intervention reste la circulation de l’air dans le nez et pour 60 % des personnes de retrouver les sens de l’odorat et du goût. En général, la chirurgie ne guérit pas la maladie et ne dispense pas le sujet de corticoïdes pris en pulvérisation. En effet, l'intervention permet aux traitements d’être plus efficaces, évitant ainsi aux polypes de revenir. Les petites récidives pourront être traitées au laser.
Dans tous les cas, le lavage des fosses nasales avec une solution appropriée reste indispensable. L'arrêt du tabac est obligatoire. La prise d'aspirine et de ses dérivés doit être arrêtée, en cas de syndrome de Widal (PNS, asthme et allergie à l’aspirine). La PNS est présentée comme une maladie incurable. Les symptômes peuvent seulement être atténués. L'éducation des personnes atteintes reste primordiale. Un suivi médical régulier est nécessaire.

## Utilisation du laser
Le laser est une intervention moins invasive et moins douloureuse que l’opération chirurgicale. L’utilisation du laser permet de réduire le volume d’un cornet ou d’un polype, favorisant ainsi la respiration nasale. Plusieurs séances peuvent être nécessaires. Deux types de laser sont actuellement utilisés pour traiter la polypose nasosinusienne :
- laser YAG (Yttrium Aluminium Garnet) : le laser YAG est le plus utilisé. Le faisceau du laser est transporté par fibre optique. Ce type de laser a la propriété de cautériser et de coaguler.
- laser CO2 : l’excitation moléculaire se fait à l’aide de courants de forte intensité et en impulsions. L'utilisation du Laser CO2 est plus délicate, car il n'existe pas de fibre optique permettant de conduire le rayon laser. Il s'agit également d'une technique peu agressive, permettant d’améliorer le passage de l’air dans les narines.